# Petrovce (Banská Bystrica)
Petrovce é um município da Eslováquia, situado no distrito de Rimavská Sobota, na região de Banská Bystrica. Tem 19,1 km² de área e sua população em 2018 foi estimada em 224 habitantes.

## Demografia
| Ano:        | 1994 | 2004   | 2014    | 2024   |
| ----------- | ---- | ------ | ------- | ------ |
| Broj ljudi: | 296  | 259    | 233     | 210    |
| Razlika:    |      | -12,5% | -10,03% | -9,87% |

| Ano:               | 2023 | 2024   |
| ------------------ | ---- | ------ |
| Número de pessoas: | 201  | 210    |
| Diferença:         |      | +4,47% |